# 高松明央
高松明央は、日本のテレビプロデューサー。

## 人物
- 大阪府堺市出身。
- 清風高等学校体操部で2つ下にオリンピックメダリストの池谷・西川がいた。
- 京都の佛教大学を卒業後、1991年にマイ・プラン入社（TV番組制作会社）。日本テレビ「独占！スポーツ情報」「スーパーテレビ情報最前線」などのADを務めた。
- 2001年に会社を辞めフリーディレクターとなる。日本テレビ「２４時間テレビ」「ぶらり途中下車」、テレビ東京「舘ひろし/神田正輝 ゴルフ苦楽部」を担当。
- 2003年に株式会社いまじんにプロデューサーとして入社。日本テレビ「行列のできる法律相談所」「1分間の深イイ話」などを担当。
- 2012年、いまじんの取締役の就任。
- 2015年、いまじんを退社。フリープロデューサーとなり、オクタゴンと組む。フジテレビ「世界の何だコレ⁉︎ミステリー」「潜在能力テスト」のチーフプロデューサーとなる。
- 2016年、株式会社LOLを設立[1]

## 担当番組

### 現在

#### レギュラー番組
- 日本テレビ「キントレ」
- フジテレビ「世界の何だコレ⁉︎ミステリー」

### 過去

#### レギュラー番組
日本テレビ
- 独占！スポーツ情報
- 落下女
- 誰も知らない泣ける歌
- 謎を解け!まさかのミステリー
- 行列のできる法律相談所
- 人生が変わる1分間の深イイ話
- スター☆ドラフト会議
- 日本テレビ「King & Princeる。」

フジテレビ
- その顔が見てみたい
- もろもろの話
- フジテレビ「潜在能力テスト」

テレビ東京
- 舘ひろし/神田正輝　ゴルフ 苦楽部

関西テレビ
- 「村上マヨネーズのツッコませて頂きます！」

仙台放送
- 「永野のわっしゃ」

#### スペシャル番組
日本テレビ
- スーパーテレビ情報最前線「岸和田！だんじり祭り」「舞の海！結婚」「KONISHIKI ダイエット物語」など
- 人間分類バラエティー THE カテゴライザー
- 世界1のSHOWタイム〜ギャラを決めるのはアナタ〜
- うわっ!ダマされた大賞
- 24時間テレビ 「愛は地球を救う」

フジテレビ
- 10人旅
- ローラと直美のGO！GO！TV
- 邪鬼王
- ナイスチャレンジ
- 超絶気持ちいい瞬間
- 激撮！日本の緊急事態24時 危ない現場潜入スペシャル【凶暴生物・異常気象…】
  1. で有猿

仙台放送
- サンドのどっち派ジャーニー【超豪華！VS　超激安！　お得な温泉グルメ仙台旅】
- 超豪華VS超激安どっち派ジャーニー 〜夏の東北！激ウマ名湯旅〜
  1. 東京バズストーリ
- 永野のわっしゃ